# Eparchia di Magnitogorsk

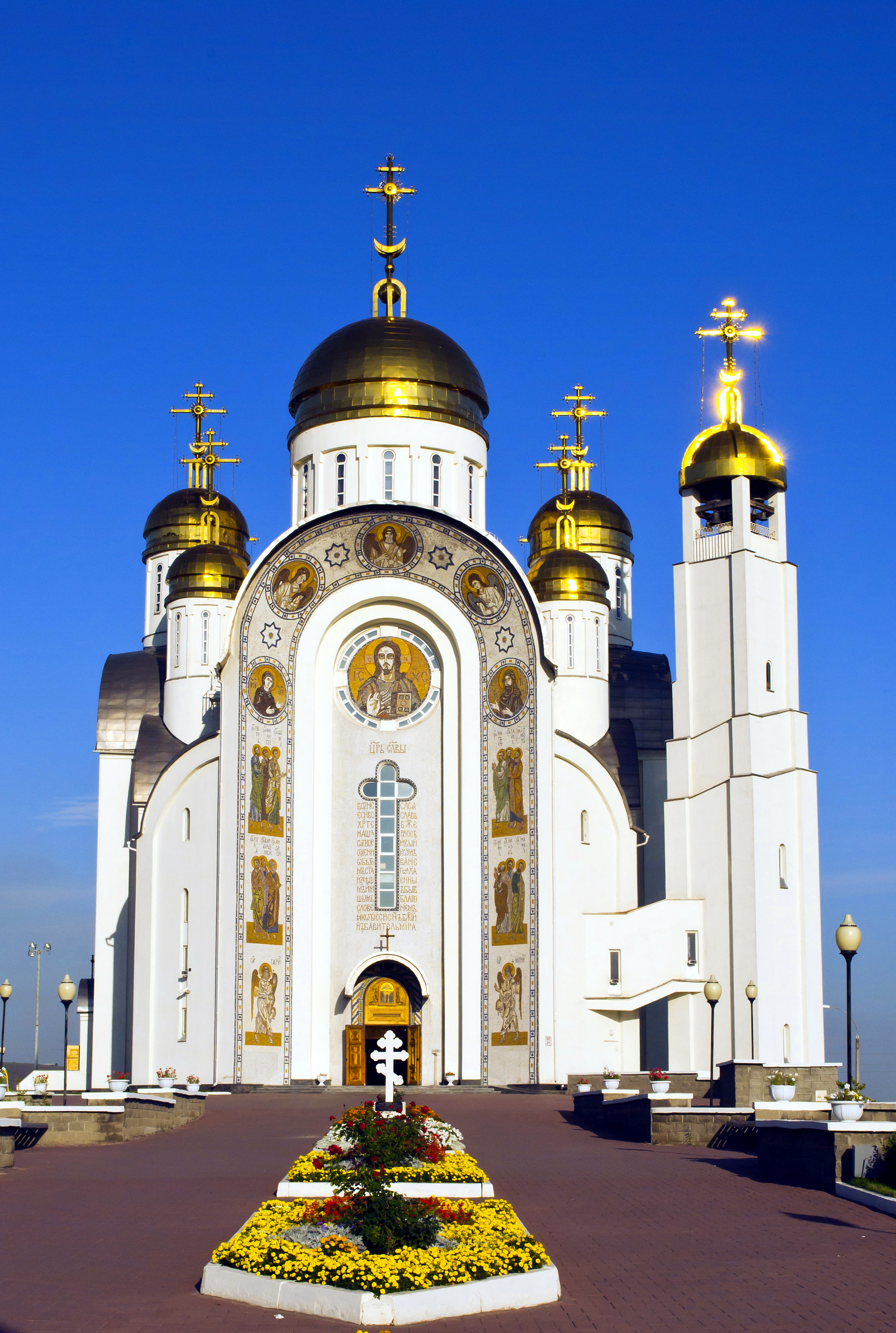
La cattedrale dell'Ascensione di Magnitogorsk.

L'eparchia di Magnitogorsk (in russo Магнитогорская епархия?) è una diocesi della Chiesa ortodossa russa, appartenente alla metropolia di Čeljabinsk.

## Territorio
L'eparchia comprende i rajon Agapovskij, Bredinskij, Verchneural'skij, Kartalinskij, Kizil'skij e Nagajbakskij nell'oblast' di Čeljabinsk nel Circondario federale degli Urali.
Sede eparchiale è la città di Magnitogorsk, dove si trova la cattedrale dell'Ascensione.
L'eparca ha il titolo ufficiale di «vescovo di Magnitogorsk e Verchneural'sk».

## Storia
L'eparchia è stata eretta dal Santo Sinodo della Chiesa ortodossa russa il 26 luglio 2012 ricavandone il territorio dall'eparchia di Čeljabinsk e contestualmente è entrata a far parte della metropolia di Čeljabinsk.